# Rönnskär (vid Berghamn, Korpo)
Rönnskär är en ö i Finland. Den ligger i Skärgårdshavet och i kommunen Pargas i den ekonomiska regionen  Åboland i landskapet Egentliga Finland, i den sydvästra delen av landet. Ön ligger omkring 67 kilometer sydväst om Åbo och omkring 200 kilometer väster om Helsingfors.  Den ligger på ön Marskärs grunden.
Öns area är 3 hektar och dess största längd är 290 meter i öst-västlig riktning. Närmaste större samhälle är Korpo, 16,6 km nordost om Rönnskär.